# Luiz Felipe de Azevedo
Luiz Felipe Cortizo Gonçalves de Azevedo (Rio de Janeiro, 17 de agosto de 1953) é um cavaleiro de saltos de obstáculos e equitador profissional brasileiro.
Desde pequeno praticou judô, vôlei, futebol e salto em altura. Começou no hipismo aos nove anos e, aos 16, profissionalizou-se.
Em 1983 participou dos Jogos Pan-Americanos de Caracas e, em 1987, foi aos Jogos Pan-Americanos de Indianápolis, onde terminou em 4º lugar por equipe. Nos Jogos Pan-Americanos de Havana em 1991, conquistou a medalha de ouro na prova de salto por equipe.
Conquistou duas medalhas de bronze em Jogos Olímpicos, ambas por equipe: em Atlanta 1996 e Sydney 2000.
Foi ainda finalista de três etapas da Copa do Mundo de Hipismo: 1983, 1991 e 1998.
Em 2003 voltou a morar no Brasil. Atualmente, tem uma empresa de eventos, ensina hipismo e continua montando.